# Scottish Premier League 1998/1999
Scottish Premier League 1998/1999 var den första säsongen av Scottish Premier League, skotska högsta divisionen i ligafotboll. Rangers vann ligan före rivalen Celtic.

## Lag
| Lag                  | Ort         | Arena             | Kapacitet |
| -------------------- | ----------- | ----------------- | --------- |
| Aberdeen             | Aberdeen    | Pittodrie Stadium | 20 866    |
| Celtic               | Glasgow     | Celtic Park       | 60 411    |
| Dundee               | Dundee      | Dens Park         | 11 506    |
| Dundee United        | Dundee      | Tannadice Park    | 14 223    |
| Dunfermline Athletic | Dunfermline | East End Park     | 11 480    |
| Heart of Midlothian  | Edinburgh   | Tynecastle Park   | 18 008    |
| Kilmarnock           | Kilmarnock  | Rugby Park        | 17 889    |
| Motherwell           | Motherwell  | Fir Park          | 13 677    |
| Rangers              | Glasgow     | Ibrox Stadium     | 50 817    |
| St. Johnstone        | Perth       | McDiarmid Park    | 10 696    |

## Tabeller

### Poängtabell
| Nr | Lag                  | S  | V  | O  | F  | GM | IM | MS  | P  |
| -- | -------------------- | -- | -- | -- | -- | -- | -- | --- | -- |
| 1  | Rangers              | 36 | 23 | 8  | 5  | 78 | 31 | +47 | 77 |
| 2  | Celtic (RM)          | 36 | 21 | 8  | 7  | 84 | 35 | +49 | 71 |
| 3  | St. Johnstone        | 36 | 15 | 12 | 9  | 39 | 38 | +1  | 57 |
| 4  | Kilmarnock           | 36 | 14 | 14 | 8  | 47 | 29 | +18 | 56 |
| 5  | Dundee (U)           | 36 | 13 | 7  | 16 | 36 | 56 | −20 | 46 |
| 6  | Heart of Midlothian  | 36 | 11 | 9  | 16 | 44 | 50 | −6  | 42 |
| 7  | Motherwell           | 36 | 10 | 11 | 15 | 35 | 54 | −19 | 41 |
| 8  | Aberdeen             | 36 | 10 | 7  | 19 | 43 | 71 | −28 | 37 |
| 9  | Dundee United        | 36 | 8  | 10 | 18 | 37 | 48 | −11 | 34 |
| 10 | Dunfermline Athletic | 36 | 4  | 16 | 16 | 28 | 59 | −31 | 28 |

1. 1 2 3  Rangers kvalificerade sig för kval till Uefacupen 1999/2000 via Skotska cupen 1998/1999 men man hade genom sin ligaseger redan kvalificerat sig för kval till Champions League 1999/2000, finalisterna i skotska cupen, Celtic, fick då platsen. Samtidigt som ligans uefacupkval-plats skickades ner en placering, till laget som slutade på tredjeplats, St. Johnstone.
2. ↑  Kilmarnock kvalificerade sig för kval till Uefacupen 1999/2000 genom Uefas fair play.

### Resultattabeller

#### Omgång 1–18
| Hemma \ Borta        | ABE | CEL | DND | DUN | DNF | HOM | KIL | MOT | RAN | STJ |
| Aberdeen             | —   | 3–2 | 2–2 | 0–3 | 2–1 | 2–0 | 0–1 | 1–1 | 1–1 | 0–1 |
| Celtic               | 2–0 | —   | 6–1 | 2–1 | 5–0 | 1–1 | 1–1 | 2–0 | 5–1 | 0–1 |
| Dundee               | 0–2 | 1–1 | —   | 2–2 | 1–0 | 1–0 | 1–1 | 1–0 | 0–4 | 0–1 |
| Dundee United        | 1–0 | 1–1 | 0–1 | —   | 1–1 | 0–0 | 0–2 | 2–2 | 0–0 | 1–1 |
| Dunfermline Athletic | 1–1 | 2–2 | 2–0 | 2–1 | —   | 1–1 | 0–3 | 1–1 | 0–2 | 1–1 |
| Heart of Midlothian  | 2–0 | 2–1 | 0–2 | 0–1 | 2–1 | —   | 2–1 | 3–0 | 2–1 | 1–1 |
| Kilmarnock           | 4–0 | 2–0 | 2–1 | 2–0 | 0–0 | 3–0 | —   | 0–0 | 1–3 | 2–2 |
| Motherwell           | 2–2 | 1–2 | 2–1 | 1–0 | 0–0 | 3–2 | 0–0 | —   | 1–0 | 1–0 |
| Rangers              | 2–1 | 0–0 | 1–0 | 2–1 | 1–1 | 3–0 | 1–0 | 2–1 | —   | 4–0 |
| St. Johnstone        | 2–0 | 2–1 | 1–1 | 1–3 | 1–1 | 1–1 | 0–0 | 5–0 | 0–7 | —   |

#### Omgång 19–36
| Hemma \ Borta        | ABE | CEL | DND | DUN | DNF | HOM | KIL | MOT | RAN | STJ |
| Aberdeen             | —   | 1–5 | 1–2 | 0–4 | 3–1 | 2–5 | 2–1 | 1–1 | 2–4 | 1–0 |
| Celtic               | 3–2 | —   | 5–0 | 2–1 | 5–0 | 3–0 | 1–0 | 1–0 | 0–3 | 5–0 |
| Dundee               | 1–2 | 0–3 | —   | 1–3 | 3–1 | 2–0 | 2–1 | 1–0 | 1–1 | 0–1 |
| Dundee United        | 3–0 | 1–2 | 0–2 | —   | 1–1 | 1–3 | 0–0 | 0–3 | 1–2 | 0–1 |
| Dunfermline Athletic | 1–2 | 1–2 | 2–0 | 2–2 | —   | 0–0 | 0–6 | 1–2 | 0–3 | 1–0 |
| Heart of Midlothian  | 0–2 | 2–4 | 1–2 | 4–1 | 2–0 | —   | 2–2 | 0–2 | 2–3 | 0–2 |
| Kilmarnock           | 4–2 | 0–0 | 0–0 | 2–0 | 0–0 | 1–0 | —   | 0–1 | 0–5 | 1–1 |
| Motherwell           | 1–1 | 1–7 | 1–2 | 2–0 | 1–1 | 0–4 | 1–2 | —   | 1–5 | 1–2 |
| Rangers              | 3–1 | 2–2 | 6–1 | 0–1 | 1–0 | 0–0 | 1–1 | 2–1 | —   | 1–0 |
| St. Johnstone        | 4–1 | 1–0 | 1–0 | 1–0 | 1–1 | 0–0 | 0–1 | 0–0 | 3–1 | —   |